# Mausolea eriocarpa
Mausolea eriocarpa là một loài thực vật có hoa trong họ Cúc. Loài này được (Bunge) Podlech mô tả khoa học đầu tiên năm 1986.